# Cò quăm hói phương bắc
Cò quăm hói phương bắc (Geronticus eremita) là một loài chim trong họ Threskiornithidae.

## Hình ảnh

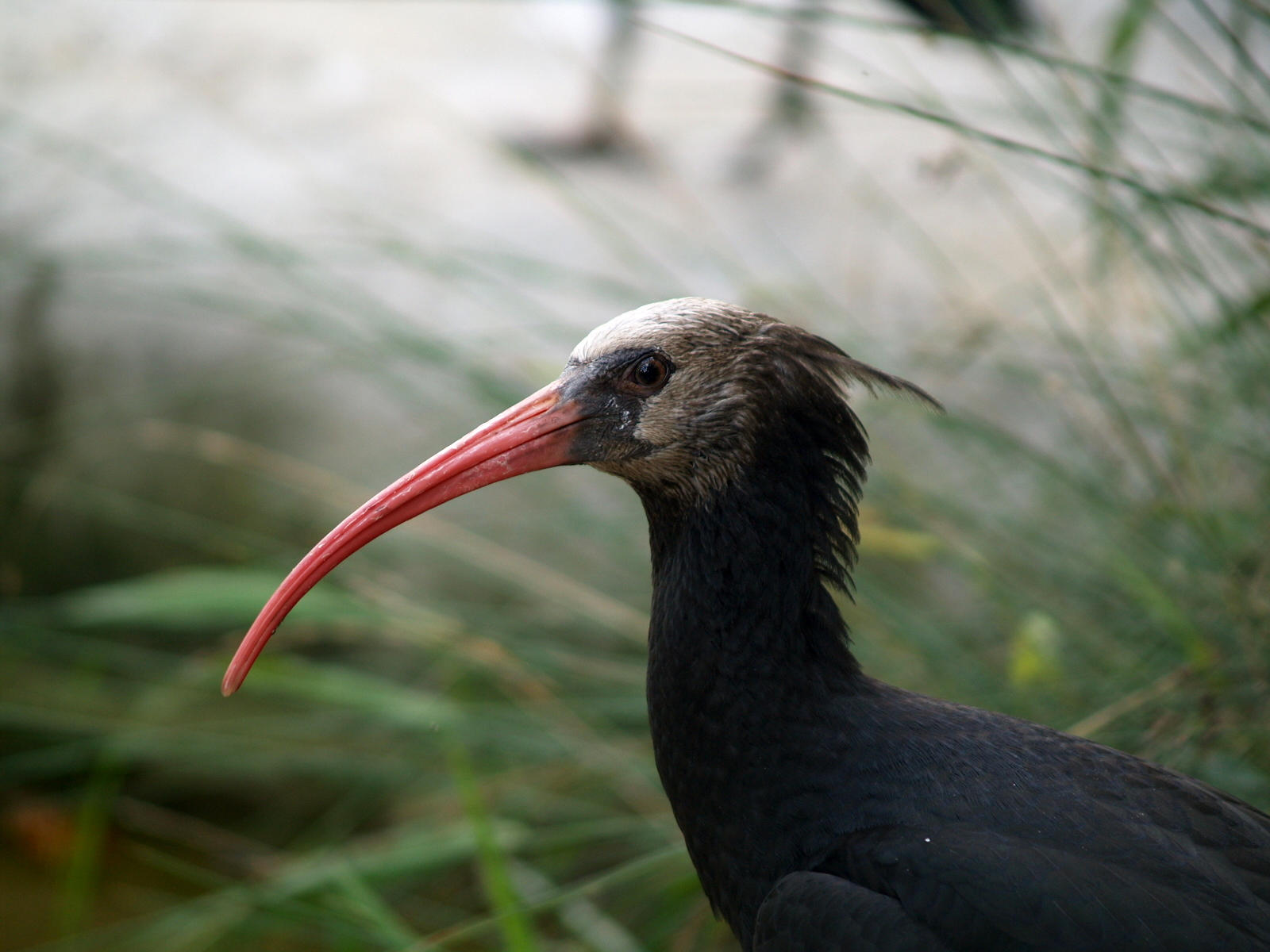
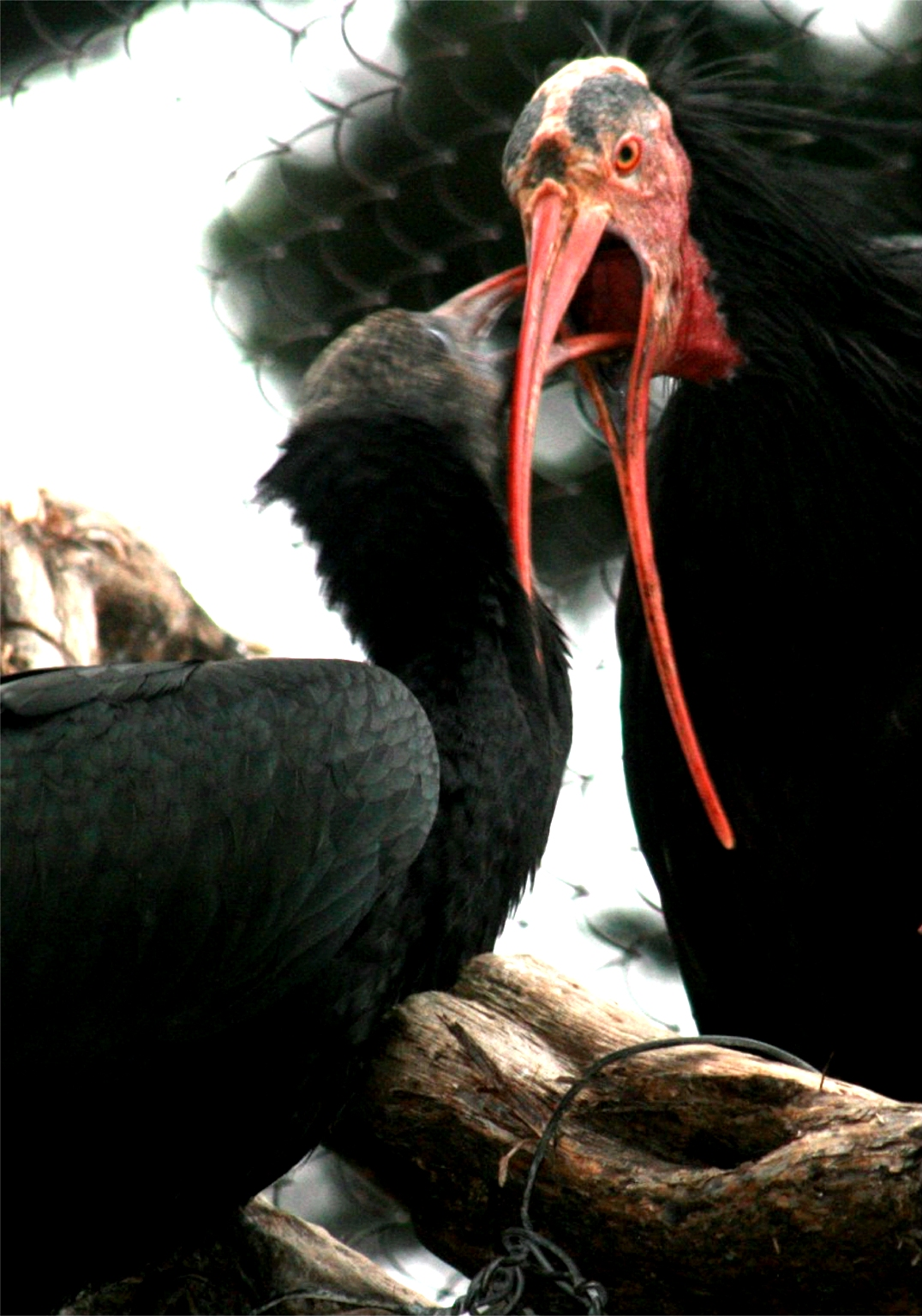
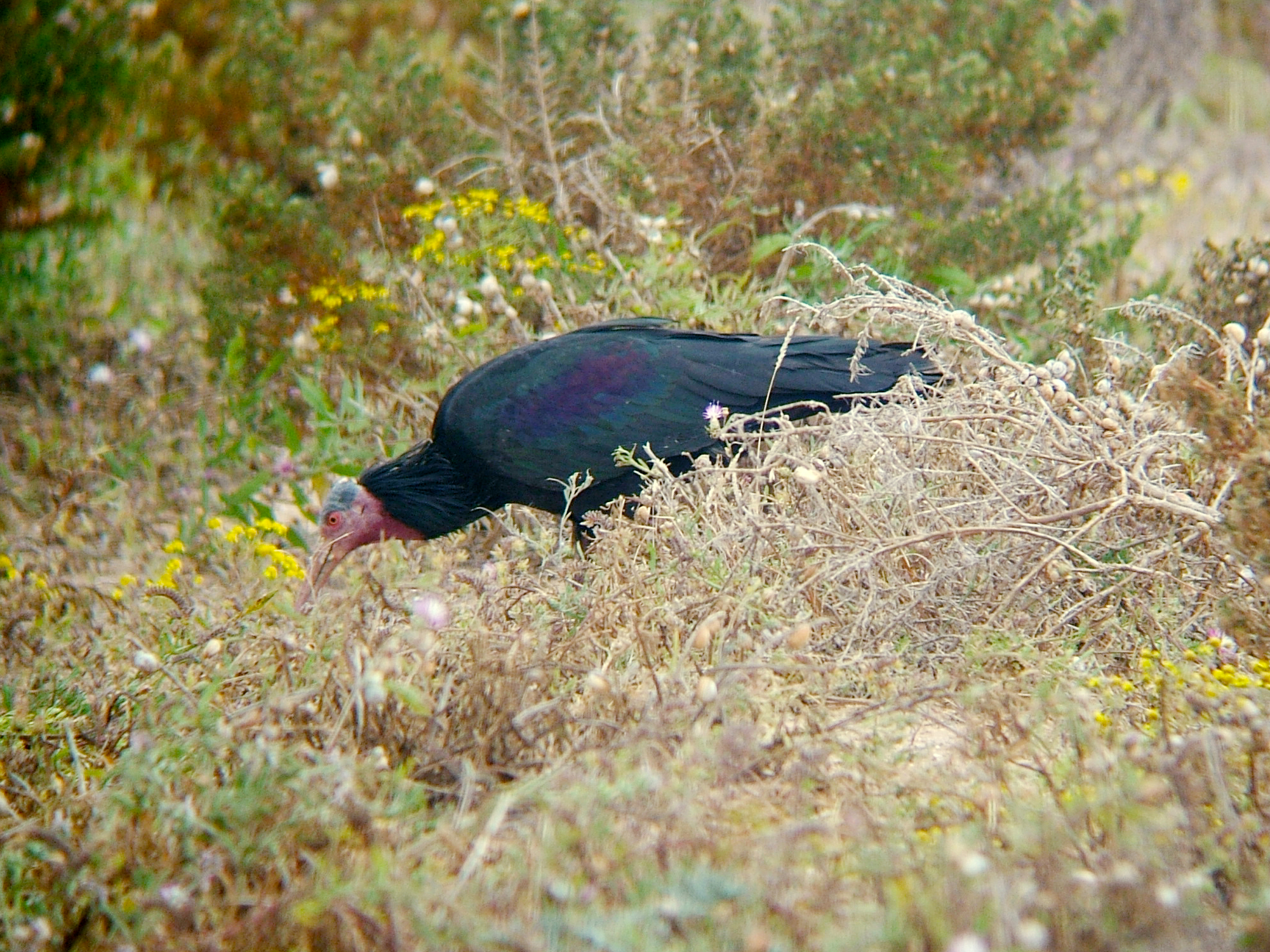
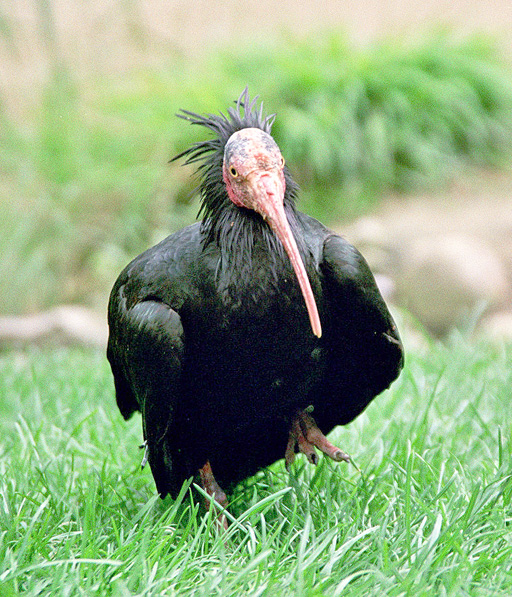